# Олимпиада (паром)
«Олимпиада» (Дорией) — второй из греческих автомобильных паромов который с 16 июля 2014 года осуществляет перевозки на Керченской паромной переправе. В туристический сезон 2014 года вместе с паромом «Ионас» взял на себя основную нагрузку по перевозке пассажиров и легкового транспорта через Керченскую переправу.
Паром способен перевозить в среднем до 7 тыс. человек и до тысячи транспортных средств в сутки.

## История
Построен в Великобритании по проекту нем. Superflex 2000. Первоначальное наименование Superflex Golf менялось несколько раз.
Паром стал седьмым в серии. Спуск на воду состоялся 22 января 1988 года. 17 июня 1988 года строительство было завершено, но паром оставался на верфи.
В 2012 году проведена реконструкция судна.

### На Керченской переправе
12-16 июля 2014 года совершил переход из порта Пирей в порт Кавказ. В этот рейс паром отправился под новым именем Олимпиада.
В ночь 16-17 июля выполнил тестовый круговой рейс перевезя 216 легковых автомобилей, 955 пассажиров и 10 автобусов. 17 июля в 09:00 паром вышел из порта Кавказ во второй рейс со 131 автомобилем на борту и 413 пассажирами. К началу работы на линии своей очереди со стороны порта Кавказ ожидали 2200 автомобилей. Время ожидания погрузки личного автотранспорта достигало 40 часов.
За первый день работы парома очередь уменьшилась на 1000 автомобилей, а время ожидания до 30 часов. За второй день работы очередь сократилась до 500 машин, время ожидания — до 10 часов. Данный режим работы был принят оператором парома за штатный режим и в течение следующего дня число рейсов было уменьшено, а длина очереди составила 600 автомобилей при времени ожидания погрузки 11 часов.
К 18:00 20 июля очередь сократилась до 100 автомобилей.
24 августа получил повреждения при навале на причал в порту Крым. Паром остался на линии, в порту была сломана осветительная мачта.
10 октября в порту Крым при отходе от берега сорвал с цепей причал-понтон.
В конце марта 2015 года паром был снят с линии и отправлен на техобслуживание и ремонт. 17 апреля паром вернулся на линию.
24 сентября 2015 при швартовке паром навалился на причал, повреждения получили сам паром и шесть автомобилей, находившихся на нем